# Tània Sarrias
Tània Sarrias (Barcelona, 28 de septiembre de 1975) es una actriz y presentadora de televisión española. Desde 2019 presenta el magacine cultural Punts de Vista producido por RTVE Cataluña. Desde octubre de 2023 presenta el programa Culturas 2 en La 2 y RTVE Play.

## Biografía
Tània inició la carrera de periodismo, pero ya en el primer curso decidió cambiar el periodismo por la interpretación y se licenció en Arte Dramático en el Instituto del Teatro de Barcelona.
Comenzó su carrera profesional como presentadora del programa musical Sputnik de El 33 durante más de dos años. De ahí pasó al programa de tarde de TV3 La Columna (2000-2004) presentado por Julia Otero. En el verano de 2005 colaboró como reportera en el programa Tr3s D de TV3 presentado por Ramón Pellicer. También colaboró en el programa de Julia Otero en TVE Las cerezas (2004-2005) y fue subdirectora y presentadora del magacín diario en directo Tvist de TV3.
En su faceta de actriz: en televisión ha interpretado papeles protagonistas en series comoVentdelplà, Rhesus o Mar de fons, ambas de TV3. En 2008 tuvo un papel destacado en la película española de habla inglesa Reflections (2008) junto a Miguel Ángel Silvestre y un año después trabajó bajo las órdenes del director Xavi Berraondo en Hasta mañana (2009).
En abril de 2010 se incorporó como copresentadora al programa CQC de Cuatro.
En 2011 trabajó de nuevo con Xavi Berraondo en Psychophony y en 2014, participó en la serie El Príncipe de Telecinco como la agente Paula Carvajal.
Tras un periodo de crisis personal en 2019 presenta el libro No et rendeixis. 22 Claus per sentir-te millor (No te rindas. 22 claves para sentirte mejor) con recomendaciones para sentirte mejor, escrito a partir de sus propias experiencias en momentos complejos para intentar recuperar la ilusión.
En 2019 inicia una nueva etapa profesional con la presentación del programa semanal Punts de vista un magacín cultural emitido en la franja de desconexión en catalán de La 2 de TVE Cataluña dirigido por Montse Tejera. En 2022 el programa pasó a una emisión diaria de 50 minutos continuando su apuesta también por la música en directo. En octubre de 2023 ambas dan el salto a la programación de ámbito nacional asumiendo la segunda temporada del programa Culturas 2 que se emite en La 2 y RTVE Play que presenta Sarrias y dirige Tejera.

## Filmografía

### Presentadora
- 1999-2000: Sputnik (Canal 33), con Bruno Sokolowicz
- 2000-2004: La columna (TV3), con Julia Otero
- 2004-2005: Las cerezas (TVE1), con Julia Otero
- 2005: Tr3s D (TV3), con Ramon Pellicer
- 2005-2010: Tvist (TV3)
- 2010: Caiga quien caiga (Cuatro), con Sílvia Abril y Ana Milán
- 2019: Punts de vista (La 2 TVE Cataluña)[8]
- 2023: Culturas 2 (La 2, RTVE Play)

### Actriz
- 1995: Joc de rol (telefilm), de Roberto Bodegas
- 2000: Plats bruts (serie; 1 episodio)
- 2006-2007: Mar de fons (serie)[9]
- 2007: Gàbies d'or (telefilm), de Antoni Ribas
- 2008: Reflections (película), de Bryan Goeres
- 2009: Ventdelplà (serie; 2 episodios)
- 2009: Ens veiem demà (película), de Xavier Berraondo
- 2010: Rhesus (serie; 2 episodios)
- 2012: Psychophony (película), de Xavier Berraondo
- 2013: Gran Nord (serie; 2 episodios)
- 2014: El príncipe (serie; 4 episodios)
- 2019: Com si fos ahir (serie; 4 episodios)

## Publicaciones
- No et rendeixis. 22 claus per sentir-te millor. (2019)  ISBN 978-84-17214-64-7